# Ararat
Ararat (turecky Ağrı Dağı, arménsky Արարատ), v Arménii známý i pod jménem Masis, je s nadmořskou výškou 5137 m nejvyšší horou Turecka i Arménské vysočiny. Nachází se na východě Turecka, několik kilometrů od hranic s Íránem a Arménií.

## Geografická charakteristika
Ararat je vulkánem se dvěma vrcholy:
- Velkým Araratem (5137 m n. m.) (turecky Ağrı Dağı, arménsky Արարատ) na souřadnicích 39°42′10″ s. š., 44°18′01″ v. d. a
- Malým Araratem (3896 m n. m.) (turecky Küçük Ağrı Dağı, arménsky Փոքր Արարատ, též Սիս) na souřadnicích 39°38′59″ s. š., 44°24′43″ v. d.

Poslední sopečná aktivita byla zaznamenána v roce 1840, kdy došlo k vyvržení magmatu z parazitického kráteru. Tento výbuch si vyžádal i lidské oběti. Předcházející erupce vytvořily mnoho parazitických kráterů na západní straně sopky. Vrchol Araratu je trvale pokryt sněhem a ledem a tvoří výraznou dominantu celého kraje. Nejimpozantnější pohled na ni je z arménského hlavního města Jerevanu a okolí.

## Biblická zpráva
Podle bible někde na Araratských horách přistála po potopě světa Noemova archa, podle některých snad na samotné hoře Ararat.
Je též národním symbolem Arménie, včetně archy Noemovy je zobrazen jak ve státním znaku Arménie, tak i (bez archy Noemovy) bývalé Arménské sovětské socialistické republiky.
Kromě biblických textů je Ararat zmíněn také v dalších textech, které je možné považovat za nejstarší dochované literární dědictví lidstva. Podle významného babylonského mýtu o stvoření Enúma eliš pramení řeka Eufrat z očí zabité bohyně Tiamat. Eufrat měl vytrysknout z levého oka bohyně poté, co na její oddělené hlavě bůh Marduk navršil horu, kterou je míněn Ararat. Tato zmínka o Araratu je o stovky let starší než nejstarší zapsaná vrstva Tóry.

## Výstup na vrchol
Výstup na Ararat není extrémně náročný, problémy může způsobit spíše délka výstupu nebo poměrně značná nadmořská výška. Ideální podmínky jsou v letním období. Doporučenou výbavou jsou potřeby pro bivak, cepín a mačky. Souvislá sněhová pokrývka a vrcholový ledovec začíná v nadmořské výšce okolo 4900 m. Turecké úřady vyžadují zakoupení povolení k výstupu a povinné je také využití služeb místního průvodce.

## Fotogalerie

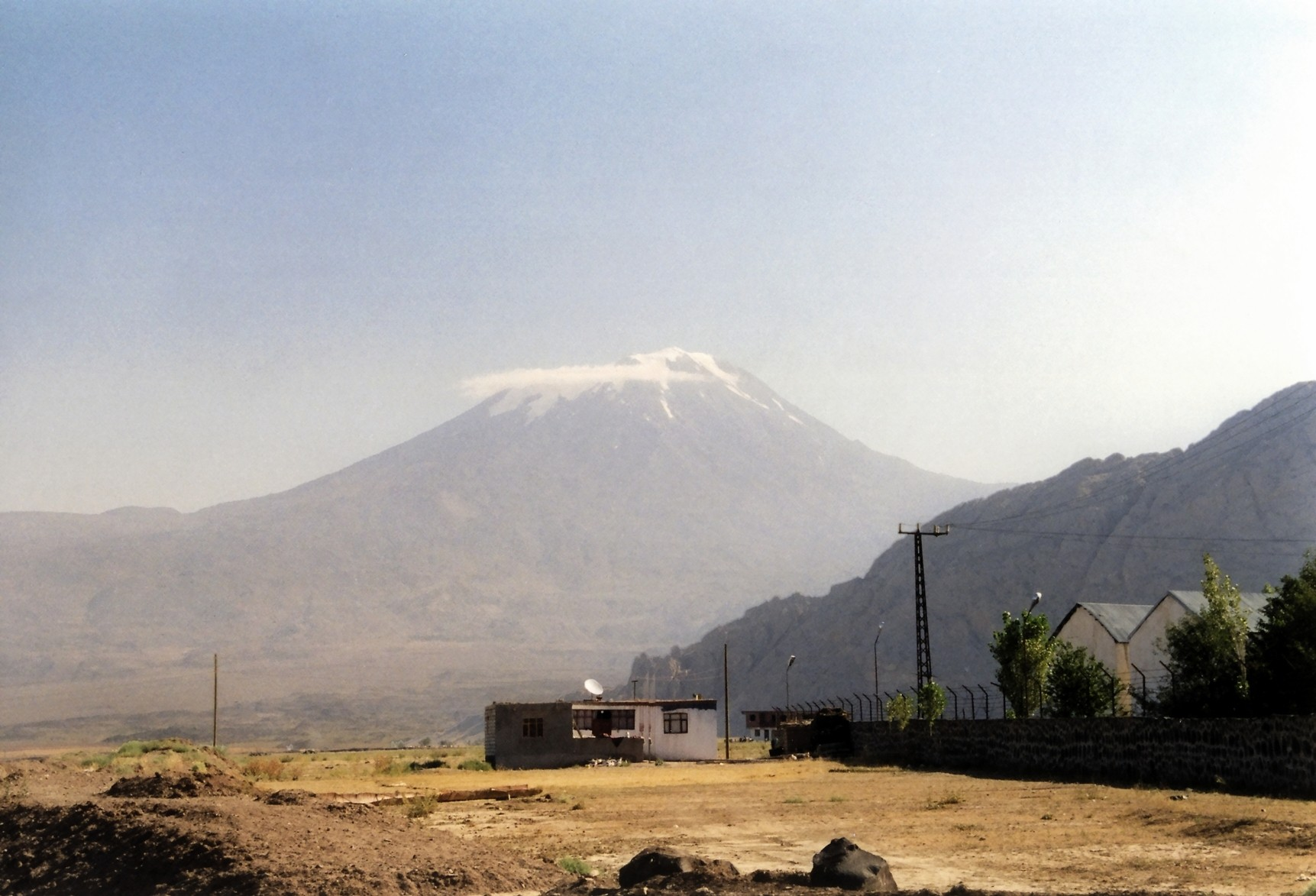
Z tureckého Doğubeyazıt
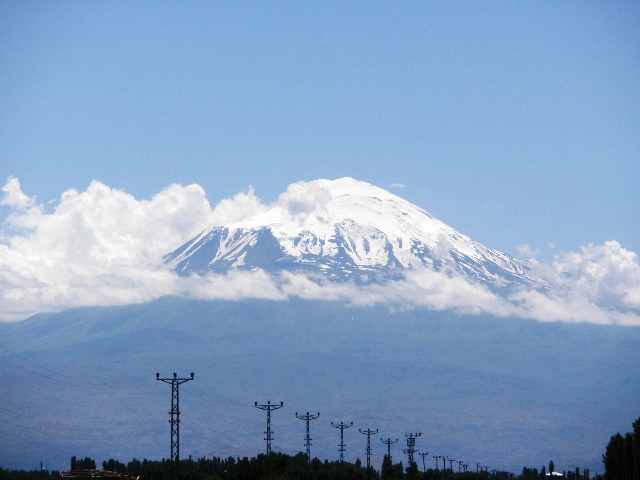
Z tureckého města Iğdır
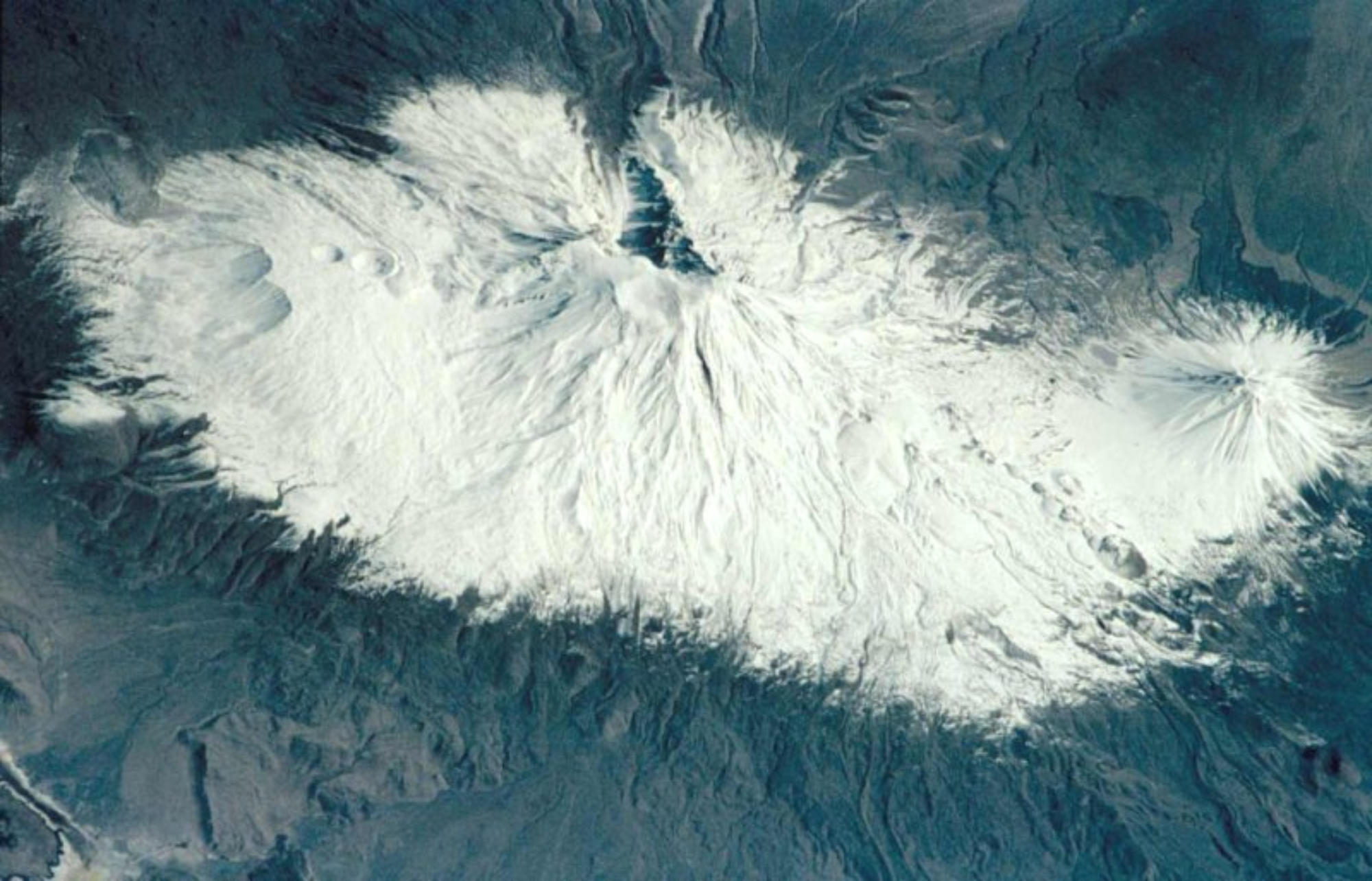
Satelitní snímek pohoří
3D model Araratu